# ورتیگلاو
ورتیگلاو (به صربی: Vrtiglav) یک منطقهٔ مسکونی در صربستان است که در Mionica واقع شده‌است.